# 伏見都映画劇場
伏見都映画劇場（ふしみみやこえいがげきじょう）は、かつて存在した日本の映画館である。正確な成立時期は不明であるが、昭和初期、遅くとも1940年（昭和15年）前後の時期には京都府京都市伏見区の墨染南部の花街撞木町に隣接して映画館伏見都館（ふしみみやこかん）として開館・営業していた。第二次世界大戦後に伏見都映画劇場、略称伏見都映劇（ふしみみやこえいげき）と改称、1962年（昭和37年）にはストリップ劇場に業態を変更、伏見ミュージック（ふしみミュージック）（大書き看板の記述から俗にA級伏見とも呼ばれた）、のちに新星DX伏見劇場（しんせいデラックスふしみげきじょう）と改称した。開館時の経営者は森川新太郎であり、貸座敷「都楼」が同館の源流にある。伏見区内の芝居小屋・映画館のほとんどが大手筋に集中するなかで2館のみ、同館が墨染地区、伏見キネマが丹波橋地区に位置した。

## 年表
- 昭和初期 - 映画館伏見都館として開館[2][10]
- 1950年 - 伏見都映画劇場と改称[3]
- 1962年 - ストリップ劇場に業態変更、伏見ミュージックと改称[8][9]
- 2005年1月10日 - 閉館

## データ
- 所在地 : 京都府京都市伏見区鑓屋町1112番地4号[3][12]
  - 現在の「いまそう会館」の位置[12]

北緯34度56分43.63秒 東経135度45分55.87秒 / 北緯34.9454528度 東経135.7655194度
- 経営 : 
  1. 森川新太郎 （昭和初期 - 1940年代[2]）
  2. 中尾敏良 （1950年[3]）
  3. 森川新太郎 （1951年[4] - 1955年[5]）
  4. 田中雪子 （1955年[5] - 1959年[6]）
  5. 田中幸次郎 （1959年[7] - 1962年[8][9]）
  6. 不明
- 構造 : 鉄筋コンクリート造二階建 [3][7]
- 観客定員数 : 331名（1943年[2]） ⇒ 480名（1950年 [3]）

## 歴史

### 都館・都劇場の時代
正確な成立時期は不明であるが、昭和初期、遅くとも1940年（昭和15年）前後の時期には京都府京都市伏見区の墨染地区南部に伏見都館として開館し、1942年（昭和17年）の時点では映画館としての営業を行っていた記録が残っている。『映画年鑑 昭和十七年版』以前の伏見区あるいは伏見町のページには同館の掲載されておらず、1942年秋以降の確定情報が記述された『映画年鑑 昭和十八年版』に初めて掲載されている。同資料によれば当時の経営者は森川新太郎、観客定員数は331名であった。当時は第二次世界大戦が始まった時期であり、戦時統制が敷かれ、1942年（昭和17年）、日本におけるすべての映画が同年2月1日に設立された社団法人映画配給社の配給になり、映画館の経営母体にかかわらずすべての映画館が紅系・白系の2系統に組み入れられるが、同資料には同館の興行系統については記述されていない。同館はかつて遊廓として知られた撞木町に隣接し、すぐ東側、京町通（現在の京都府道35号大津淀線）と現在の国道24号の交差する、濠川（琵琶湖疏水）沿いに位置した。
同館の創立者である森川新太郎（1893年 - 没年不詳）は、森川家の当時の家業としての貸座敷「都楼」を経営し、のちの衆議院議員中野種一郎（1876年 - 1974年）の紹介で立憲政友会に所属、1929年（昭和4年）には伏見市会議員、1933年（昭和8年）からは京都市会議員、戦後は京都府議会議員を長年務めた人物である。
戦後は、1950年（昭和25年）にはすでに復興しており、日本映画・輸入映画（洋画）の混映館であり、封切りから数週間遅れて上映する三・四番館であった。『映画年鑑 1951』によれば、当時の同館の経営は中尾敏良の個人経営である旨が記載されており、支配人は小田根庄三郎が務め、観客定員数は戦時中よりも増えて480名、鉄筋コンクリート造二階建の映画館であったとされる。同資料によれば、当時の同区内の映画館は、戦前に伏見帝國館であった伏見日活館（のちの伏見大手劇場、経営・日活、支配人・村田舜輔、新東宝三番館、伯耆町）、同じく伏見松竹館であった伏見映画劇場（経営・長谷川武次郎、支配人・木下安治、東宝・松竹二番館、風呂屋町）の3館が早くも復興していたという記録が残っている。翌年に発行された『映画便覧 1952』によれば、同館の経営は森川新太郎に戻っており、支配人も森川が兼務した。1955年（昭和30年）には、経営が田中雪子の個人経営に移り、さらに1959年（昭和34年）には、田中幸次郎に経営が移っている。田中は同時期、西陣京極に千中劇場（のちの千中ミュージック）、丹波橋通に伏見キネマを経営した人物である。この時期の伏見区内の映画館は、伏見日活館改め伏見大手劇場（経営・谷口真一）、伏見映画劇場改め伏見松竹劇場（経営・長谷川武次郎）、伏見キネマと同館に加え、伏見大映（のちの伏見東劇、経営・同和興業、東大手町）と伏見東映劇場（のちの伏見会館、経営・京阪興行、新町4丁目）の2館が加わって、合計6館になっていた。
同年、当時の同館と同一の経営であった千中劇場が、ストリップ劇場に業態変更、千中ミュージックと改称している。同じく田中幸次郎が経営した伏見キネマは、1961年（昭和36年）に閉館した。そして1962年（昭和37年）には、同館が映画館事業からストリップ劇場に業態変更、伏見ミュージックと改称した。業態変更以降の同館ならびに千中ミュージックの経営母体については、不明である。千中ミュージックについては、1987年（昭和62年）6月11日、火災により焼失・閉館、跡地は駐車場「月極千中パーキング」である。

### 伏見ミュージック以降
伏見ミュージックは、のちにDX伏見、さらには新星DX伏見劇場と名称を変更し、映画館からの転身以来40年以上つづいたが、2005年（平成17年）1月10日、閉館した。2006年（平成18年）6月に解体され、跡地には葬祭業「いまそう会館」が建てられた。DX系のストリップ劇場にはほかに、かつて芝居小屋・映画館の南大正座であったDX東寺劇場と東京都新宿区のDX歌舞伎町（2019年6月閉館）がある。
伏見区内の映画館は、大手筋の伏見東劇（経営・同和興業、東大手町）と伏見会館（経営・京阪興行、新町4丁目）が残ったが、前者は1987年、後者は2004年（平成16年）3月30日に閉館した。これにより同区内の映画館はすべて消滅した。